# Pietro Gonzaga
Pietro di Gottardo Gonzaga (* 25. März 1751 in Longarone, Venetien; † 25. Julijul. / 6. August 1831greg. in Sankt Petersburg) war ein italienischer Maler und Bühnenbildner, der an der Mailänder Scala und später in Russland arbeitete. Fürst Nikolai Borissowitsch Jussupow verschaffte ihm eine Einladung an den russischen Hof. Seine theoretischen Überlegungen sind in dem Werk Musique pour les yeux et l’optique théâtrale niedergelegt.

## Werke
- La Musique pour les yeux et l’optique théâtrale – opuscules tirés d’un plus grand ouvrage sur le sens commun par Sire Thomas Witth. Traduit de N. Al., Saint-Pétersbourg, Imprimerie Nationale [1800], seconde édition 1807.